# 大達茂雄
大達 茂雄（おおだち しげお、1892年（明治25年）1月5日 - 1955年（昭和30年）9月25日）は、日本の内務官僚、政治家。内務大臣（小磯内閣）、文部大臣（第5次吉田内閣）。参議院議員（1期）。

## 来歴

### 生い立ち
島根県那賀郡浜田町（現・浜田市）に、酒造業・大達新作の次男として生まれる。浜田中学から一高に進み、1916年（大正5年）に東京帝国大学法科大学政治学科を卒業、内務省に入る。宮城県属。

### 福井県知事

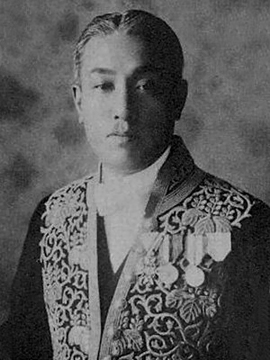
福井県知事時代

内務省では地方局財務課長を経て1932年（昭和7年）福井県知事となる。福井師範学校整理問題で県会と衝突し、それに対する内務省の扱いに不満を抱いて辞表を提出した。

### 満洲国へ
1934年に満洲国に招かれて満洲国国務院総務庁法制処長、1936年同国務院総務庁長を歴任。しかし満洲国産業開発五ヵ年計画などを中心とした満洲の重化学工業化方針を巡って関東軍と対立、結局星野直樹などの経済官僚と入れ替わる形で辞任した。しかし1937年には招請されて北支方面軍最高顧問となった。

### 内務次官
1939年に平沼内閣が成立すると木戸幸一内務大臣の下で内務次官に就任。

### 昭南特別市長
大戦中の1942年（昭和17年）に昭南特別市長（同年3月7日 - 1943年7月8日）、陸軍司政長官（1942年3月17日発令）を務めた。

### 東京都長官
1943年（昭和18年）7月1日の東京都制施行により東京市と東京府が廃止され新たに東京都が設置されたのを受けて、大達は初代東京都長官に就任した。都長官としては学童疎開や建物疎開を推進、空襲から御真影を守ろうとして殉職する校長を懸念して各校の御真影までをも疎開させた。同年9月には上野動物園に対し戦時猛獣処分を命じたが、これが後に土家由岐雄のノンフィクション童話『かわいそうなぞう』の原案となった。翌1944年（昭和19年）には西武鉄道の堤康次郎と計って鉄道による糞尿輸送を実施している。

### 内務大臣
1944年7月に発足した小磯内閣に内務大臣として入閣。
同年10月15日、台湾沖航空戦の誤った戦果報告を昭和天皇に奏上。
1945年4月鈴木内閣成立で辞任した。

### 戦後
戦後、小磯内閣で閣僚だった責任を問われて同年12月2日、連合国軍最高司令官総司令部による逮捕命令者リスト（第四次逮捕者9名中の1人）に名を連ねる。A級戦犯容疑で巣鴨拘置所に勾留されたが、不起訴となり1947年8月に出所。それでも公職追放となった。1952年（昭和27年）に追放解除となると、翌1953年4月の第3回参院選に吉田自由党公認で島根選挙区から立候補し当選。同年5月に発足した第5次吉田内閣では組閣参謀となった緒方竹虎の強力な推薦により文部大臣に就任した。
文相在任中には教育方針を巡って教員と父母が保守派と進歩派に割れて対立した京都旭丘中学事件では、学校を封鎖した進歩派を「暴力革命」と非難、これを契機に日教組の影響力を抑制することに全力を注ぎ、いわゆる教育二法を成立させた。
1955年9月25日、胃癌のため東京都文京区の東京大学医学部附属病院で死去、63歳。死去にあたり侍従が勅使として派遣され、祭粢料を賜った。墓所は青山墓地。

## 略年譜

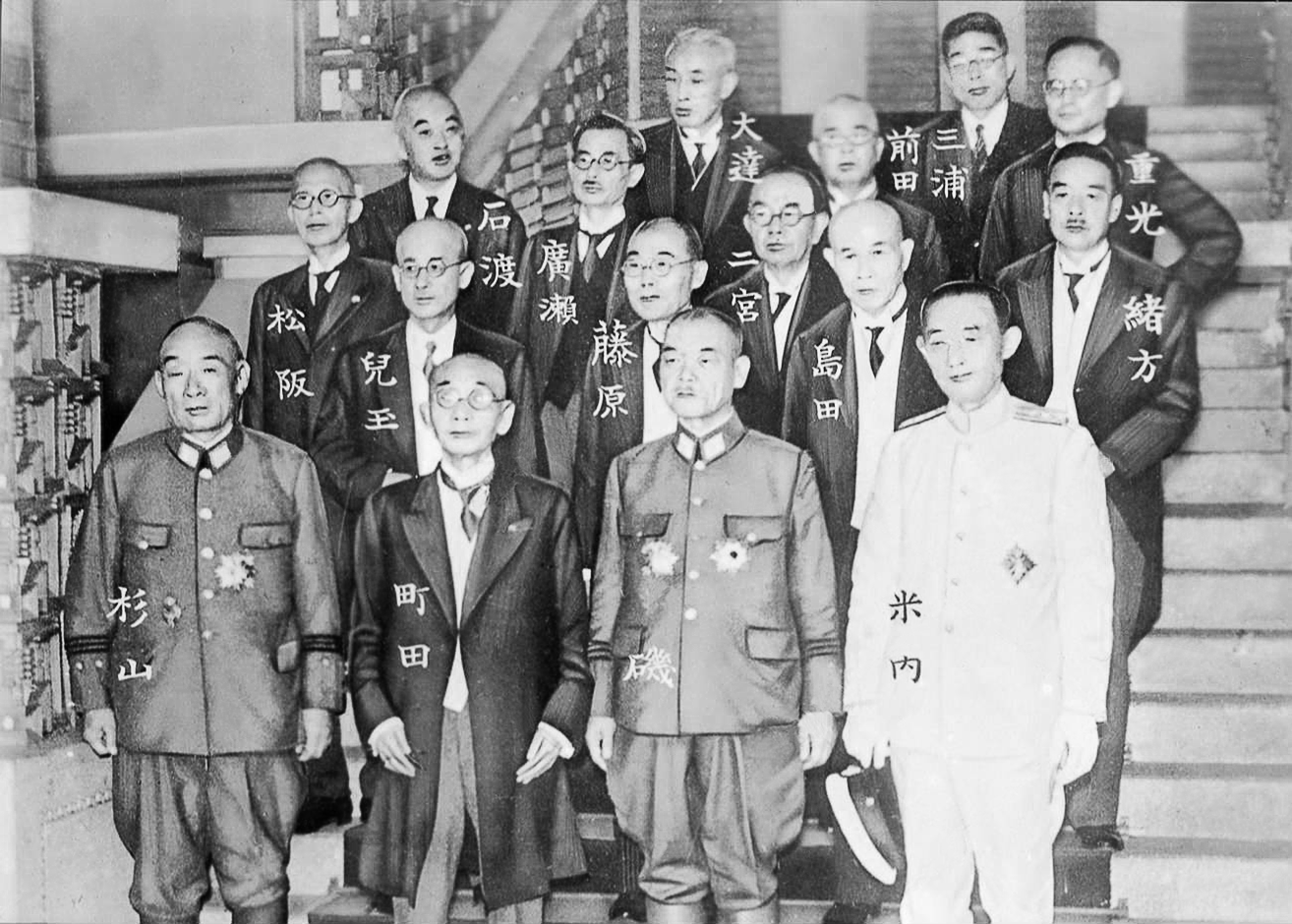
小磯内閣に内務大臣として入閣した大達（最後列左）

- 1916年（大正5年）- 東京帝国大学法科大学政治学科卒業、内務省入省
- 1932年（昭和7年）- 福井県知事
- 1934年（昭和9年）- 満洲国法制顧問
- 1939年（昭和14年）- 内務次官
- 1942年（昭和17年）- 昭南特別市市長
- 1943年（昭和18年）- 東京都長官
- 1944年（昭和19年）- 小磯内閣で内務大臣
- 1953年（昭和28年）- 参議院議員
- 1954年（昭和29年）- 第5次吉田内閣で文部大臣

## 栄典
勲章
- 1940年（昭和15年）8月15日 - 紀元二千六百年祝典記念章[9]
- 昭和19年9月12日 - 勲一等瑞宝章
- 昭和30年9月25日 - 勲一等旭日大綬章

外国勲章佩用允許
- 1941年（昭和16年）12月9日
  - 満洲帝国：勲一位景雲章[10]
  - 満洲帝国：建国神廟創建記念章[10]

## 家族
- 父：大達新作（島根）
- 母：喜代（島根、慶応3年生、阿部正雄の姪）
- 妻：薫子（岐阜、寺井氏）
  - 長女：和子（1918 - 不明）- 兵庫県知事坂井時忠の妻
  - 長男：茂明
- 妻：歌子（酒井忠篤四女）
- 妻：利子（酒井忠利三女）
- 妻：芳子（小泉惣吉二女）
  - 次女：和子（1933 - ）- 小笠原嗣男の妻、姉と同名。
  - 三女：昭子（1935 - ）
  - 四女：日出子（1938 -）